# César Carlavilla
César Carlavilla Cubillo (9 de marzo de 1977) es un deportista español que compitió en atletismo adaptado. Ganó cuatro medallas en los Juegos Paralímpicos de Verano en los años 1996 y 2000.

## Palmarés internacional
| Juegos Paralímpicos | Juegos Paralímpicos      | Juegos Paralímpicos | Juegos Paralímpicos |
| Año                 | Lugar                    | Medalla             | Prueba              |
| ------------------- | ------------------------ | ------------------- | ------------------- |
| 1996                | Atlanta (Estados Unidos) | Medalla de plata    | 1500 m T11          |
| 2000                | Sídney (Australia)       | Medalla de oro      | 800 m T12           |
| 2000                | Sídney (Australia)       | Medalla de oro      | 1500 m T12          |
| 2000                | Sídney (Australia)       | Medalla de plata    | 4 × 400 m T13       |